# I guerrieri del terrore
I guerrieri del terrore (Traficantes de pánico) è un film del 1980 diretto da René Cardona Jr. ed è una coproduzione messicana, italiana e spagnola.

## Trama
Una decina di rapinatori comandati da un individuo senza scrupoli, armati e mascherati con parrucche e baffi finti, assaltano il più ricco casinò di San Juan de Puerto Rico dileguandosi, subito dopo il colpo, con tanto di malloppo e ostaggio al seguito. La polizia senza perdere tempo si mette sulle loro tracce trovando presto il luogo dove i malviventi si sono nascosti. A questo punto, vistisi braccati, i rapinatori si dividono in tre gruppi per cercare di sfuggire alla cattura. Di questi, solo il gruppo con l'ostaggio riesce ad avere la meglio sulle forze dell'ordine e a scappare, rifugiandosi nella villa di una ricca famiglia e prendendola in ostaggio. All'interno dell'abitazione, però, vengono affrontati dalla giovane e coraggiosa Lisa che riesce ad uccidere uno di loro, ma a questo punto la situazione degenera irrimediabilmente.

## Produzione

### Regia
La regia di René Cardona Jr. si affida ad un ricco cast dove non manca il fedelissimo Hugo Stiglitz e scegliendo perfettamente gli interpreti (sconosciuti al pubblico italiano) per il ruolo dei cattivi.

### Cast
A parte Hugo Stiglitz già noto al pubblico italiano per altri film di Cardona Jr. come La notte dei mille gatti e Tintorera il cast è composto da attori molto noti al grande pubblico come Marisa Mell, Francisco Rabal e Stuart Whitman ma anche da dei giovanissimi e pressoché sconosciuti attori come nel caso di Antonella Interlenghi.

## Promozione
"Arrivano quelli dell'ultima raffica" è lo slogan inserito nella locandina pubblicitaria (presente nelle pagine dei quotidiani accanto alla programmazione cinematografica del giorno) durante il periodo di prima visione del film.

## Distribuzione
Il film venne distribuito nelle sale cinematografiche italiane nel mese di agosto del 1980.

### Data di uscita
Le date di uscita internazionali nel corso degli anni sono state:
- 8 agosto 1980 in Italia
- 14 agosto 1980  in Messico (Traficantes de pánico)
- 13 ottobre 1980 in Spagna (Fabricantes de pánico)
- 25 marzo 1982 in Germania Ovest (Hostages - Tage des Wahnsinns)

## Accoglienza

### Critica
In un articolo apparso sul quotidiano La Stampa (all'epoca dell'uscita nelle sale cinematografiche) viene definito come film estivo con dei bei colori, bei paesaggi, qualche fotografia suggestiva e qualche personaggio ben caratterizzato, per esempio il capo dei cattivi che ha una faccia e un ghigno da premio Nobel della delinquenza. Ma viene però criticata la mancanza di suspense e la troppa facilità con cui si avverte che il bene avrà la meglio sul male.